# Tom DiCillo
Tom DiCillo (Base Camp Lejeune, Jacksonville, estat de Carolina del Nord, 14 d'agost de 1953) és un director, cinematògraf i guionista estatunidenc de cinema independent.

## Carrera professional
Va estudiar escriptura creativa a la Universitat Old Dominion de Norfolk (Virgínia), i després direcció a l'escola de cinema de la Universitat de Nova York, per posteriorment treballar com a actor i director de fotografia abans de fer les seves pròpies pel·lícules. Durant la dècada del 1980 va treballar en tres ocasions amb Jim Jarmusch (Vacances permanents, Estranys al paradís i Coffee and Cigarettes), i també en projectes de Bette Gordon (Variety) i Eric Mitchell (Underground USA), entre d'altres. Pel seu debut a la pantalla gran com a director per Johnny Suede el 1991 va comptar amb Brad Pitt i Catherine Keener, que en aquells moments eren actors desconeguts; aquesta és una comèdia en la qual el seu protagonista (Pitt, fent de Johnny Suede) desitja esdevenir una estrella de rock. Comptava també amb l'aparició de Nick Cave interpretant el cantant Freak Storm, qui va demanar DiCillo que el contractés per aquest paper quan va llegir el guió a casa d'un amic comú. El guió en qüestió es basa en un diàleg teatral escrit pel mateix DiCillo feia un temps.
Posteriorment va realitzar Living in Oblivion (1995), una de les seves cintes més valorades; es tracta d'una pel·lícula sobre com fer cinema independent, aquest cop amb Steve Buscemi i novament amb Catherine Keener, i que són dos dels seus actors més habituals. A aquesta li seguirien les comèdies de costums Box Of Moonlight (1996), la romàntica The Real Blonde (1997) i la policial Double Whammy (2001), totes tres amb acollides més tèbies.
L'any 2003 va dirigir un episodi de la sèrie de televisió Monk, i el 2006 arribaria Delirious, una pel·lícula satírica amb Buscemi en el paper de paparazzi, i que va obtenir millors crítiques que les seves últimes cintes. Entre aquell any i el 2010 va dirigir cinc episodis de la sèrie Law & Order: Criminal Intent, i va seguir dirigint episodis de sèries com The Good Wife, Lights Out, Law & Order: Los Angeles i Law & Order: Special Victims Unit (totes quatre el 2011) i Chicago Fire (2012).
El 2010 va dirigir When You're Strange un documental sobre The Doors narrat per Johnny Depp on reflexiona sobre la banda.

## Filmografia principal
| Any       | Títol                             | Com      | Com          | Com       | Notes                                                               |
| Any       | Títol                             | Director | Cinematògraf | Guionista | Notes                                                               |
| --------- | --------------------------------- | -------- | ------------ | --------- | ------------------------------------------------------------------- |
| 1980      | Vacances permanents               |          | Sí           |           |                                                                     |
| 1980      | Underground USA                   |          | Sí           |           |                                                                     |
| 1983      | Burroughs                         |          | Sí           |           | documental de la sèrie documental Arena                             |
| 1983      | Variety                           |          | Sí           |           |                                                                     |
| 1984      | Estranys al paradís               |          | Sí           |           |                                                                     |
| 1986      | Coffee and Cigarettes             |          | Sí           |           | curtmetratge                                                        |
| 1987      | Robert Wilson and the Civil Wars  |          | Sí           |           |                                                                     |
| 1987      | Robinson no niwa                  |          | Sí           |           |                                                                     |
| 1987      | The Beat                          |          | Sí           |           |                                                                     |
| 1989      | Laura Ley                         |          | Sí           |           |                                                                     |
| 1990      | End of the Night                  |          | Sí           |           |                                                                     |
| 1990      | Monsters                          |          | Sí           |           | sèrie de televisió; episodi "Bed and Boar"                          |
| 1991      | Johnny Suede                      | Sí       |              | Sí        |                                                                     |
| 1995      | Living in Oblivion                | Sí       |              | Sí        |                                                                     |
| 1996      | Box of Moonlight                  | Sí       |              | Sí        |                                                                     |
| 1998      | The Real Blonde                   | Sí       |              | Sí        |                                                                     |
| 2001      | Double Whammy                     | Sí       |              |           |                                                                     |
| 2003      | Coffee and Cigarettes             |          | Sí           |           | curtmetratge Strange To Meet You                                    |
| 2003      | Monk                              | Sí       |              |           | sèrie de televisió; episodi "Mr. Monk Meets the Playboy"            |
| 2006      | Delirious                         | Sí       |              | Sí        |                                                                     |
| 2006-2010 | Law & Order: Criminal Intent      | Sí       |              |           | sèrie de televisió; 5 episodis                                      |
| 2010      | When You're Strange               | Sí       |              | Sí        | documental sobre The Doors, de la sèrie documental American Masters |
| 2011      | The Good Wife                     | Sí       |              |           | sèrie de televisió; episodi "Two Courts"                            |
| 2011      | Lights Out                        | Sí       |              |           | sèrie de televisió; episodi "Combinations"                          |
| 2011      | Law & Order: Los Angeles          | Sí       |              |           | sèrie de televisió; episodi "Zuma Canyon"                           |
| 2011      | Law & Order: Special Victims Unit | Sí       |              |           | sèrie de televisió; episodi "Blood Brothers"                        |
| 2012      | Chicago Fire                      | Sí       |              |           | sèrie de televisió; episodis "It Ain't Easy" i "Mon Amour"          |

## Premis i nominacions

### Premis
- 1991: Lleopard d'Or al Festival Internacional de Cinema de Locarno per Johnny Suede[3][7]
- 1995: Premi de l'Audiència i Grand Special Prize al Festival de Cinema de Deauville per Living in Oblivion[7]
- 1995: Premi FIPRESCI al Festival de Cinema d'Estocolm per Living in Oblivion[7]
- 1995: Premi Waldo Salt de Guió al Festival de Cinema de Sundance per Living in Oblivion[7]
- 1995: Premi al Millor Nou Director al Festival Internacional de Cinema de Valladolid per Living in Oblivion,[7] juntament amb Hola, ¿estás sola?, d'Icíar Bollaín
- 1996: Premi de l'Audiència a la millor pel·lícula al Festival Internacional de Cinema de Ljubljana per Living in Oblivion
- 2003: DVD Premiere Award per Double Whammy
- 2006: Festival Internacional de Cinema de Sant Sebastià per Delirious
  - Conquilla de Plata al millor director
  - Premi del Jurat al millor guió
  - Premi SIGNIS
- 2007: Premi Especial del Jurat al Festival Internacional de Cinema d'Istanbul per Delirious
- 2007: Premi AFI Filmmaker al millor director per Delirious
- 2011: Premi Grammy per American Masters: "The Doors: When You're Strange"

### Nominacions
- 1991: Premi de la Crítica al Festival de Cinema de Deauville per Johnny Suede
- 1992: Gran Premi del Jurat al Festival de Cinema de Sundance per Johnny Suede
- 1995: Gran Premi del Jurat al Festival de Cinema de Sundance per Living in Oblivion
- 1995: Espiga d'Or al Festival Internacional de Cinema de Valladolid per Living in Oblivion
- 1996: Premi Independent Spirit al millor guió per Living in Oblivion
- 2006: Nominada a la Conquilla d'Or a la millor pel·lícula al Festival Internacional de Cinema de Sant Sebastià per Delirious
- 2009: Gran Premi del Jurat al Festival de Cinema de Sundance per American Masters: "The Doors: When You're Strange"